# Hans Frölicher

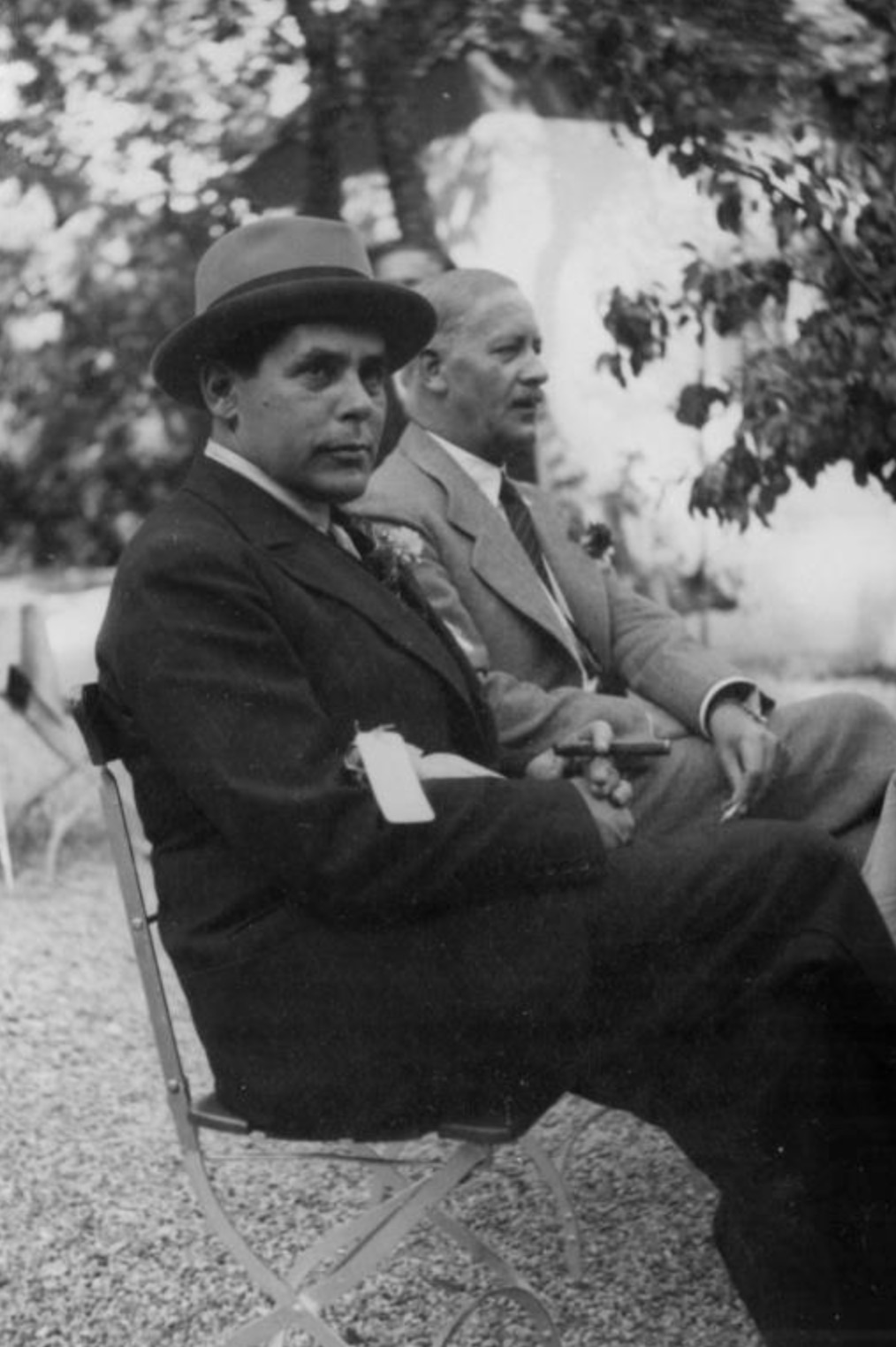
Hans Frölicher an der Konferenz der Schweizer Gesandten (1937)

Hans Frölicher (* 3. Dezember 1887 in Solothurn; † 30. Januar 1961 in Bern) war Schweizer Gesandter in Berlin während des Zweiten Weltkriegs (1938–1945).

## Leben und Werk
Hans Frölicher war ein Sohn des Maximilian Josef Frölicher (1851–1913) und der Margaretha Emerentia geb. Stehli (1864–1955). Sein Vater, ein Textilfabrikant und Spross eines angesehenen Solothurner Burgergeschlechts, heiratete 1885 in die begüterte Seidenfabrikantenfamilie Stehli-Hirt ein, für die er gearbeitet hatte. Das Ehepaar und die gemeinsame Tochter Hedwig Margaritha (1889–1972) gehörten mit Alfons Simonius und Max Stähelin-Maeglin zu den Titanic-Überlebenden.
Nach einem Studium der Jurisprudenz in Zürich, München und Leipzig promovierte Frölicher und legte die Anwaltsprüfung ab, bevor er nach anwaltlicher Tätigkeit 1918 ins Eidgenössische Politische Departement (EPD) eintrat. Zwischen 1920 und 1930 war Frölicher im EPD in der Abteilung für Auswärtiges in der Zentrale in Bern tätig. 1930 wurde er als Gesandtschaftsrat nach Berlin entsandt. 1934 wurde Frölicher in die Zentrale des EPD nach Bern zurückgerufen, wo er Leiter des Konsulardienstes und gleichzeitig Stellvertreter des Leiters der Abteilung für Auswärtiges war.
Am 11. Februar 1938 beschloss der Schweizer Bundesrat, Hans Frölicher als Nachfolger von Paul Dinichert nach Berlin zu senden, wo seine Ernennung ein sehr positives Echo auslöste. Er unterhielt enge Kontakte zu führenden Nazigrössen und schickte entsprechend geprägte Berichte nach Bern.
Am 8. Mai 1945 musste Frölicher von seiner Abberufung durch den Bundesrat Kenntnis nehmen und von der Nichtmehranerkennung der Deutschen Regierung durch die Schweiz; er wurde auf eine administrative Dienststelle abgeschoben. Später wurde er bis 1951 mit der Leitung der deutschen Interessenvertretung (DIV) im EPD betraut, der treuhänderischen Wahrung Deutscher Interessen in der Schweiz.
Bis zu seiner Pensionierung Ende April 1953 verrichtete Hans Frölicher weitere bescheidene Aufgaben. Danach zog er sich ganz ins Privatleben zurück und verfügte, dass seine Memoiren, die er ab Mitte der 1950er-Jahre in Angriff nahm, nicht zu seinen Lebzeiten erscheinen sollten.

## Wirken und Rezeption
Frölichers Haltung betreffend das Verhältnis des nationalsozialistischen Deutschland zur neutralen Schweiz wurde schon während des Krieges, dann aber wieder in den 1990er Jahren stark kritisiert. Der schweizerische Bundesrat Marcel Pilet-Golaz, der am 25. Juni 1940 in einer Rede, die er als Bundespräsident hielt, etliche Verwirrung stiftete – auch wegen in der deutschen Fassung besonders zweideutig formulierter Passagen der auf Französisch gehaltenen Rede –, galt damals beim Volk allgemein als Buhmann, der weitgehende Kompromisse mit Deutschland für wünschenswert hielt. Pilet-Golaz ging allerdings nicht so weit, wie dies Frölicher gewünscht hätte. Dieser hatte ihm am 10. Juni 1940 geschrieben, die schweizerische Neutralitätspolitik müsse sich künftig auf die Freundschaft mit Deutschland und Italien stützen, und vorgeschlagen, als erstes rasch jegliche Beziehung zum Völkerbund abzubrechen, was im Herbst auch die Eingabe der Zweihundert, schweizerischer Sympathisanten des Faschismus und Nationalsozialismus (siehe Frontenbewegung), verlangte. Der Historiker Jacques Picard schreibt zudem, dass „...Frölicher die deutschen Stellen und Rothmund sanft auf die judenfeindliche Kompromissformel hinlenkte, den Judenstempel“.
Dem in Berlin-Plötzensee während zweieinhalb Jahren inhaftierten und zum Tode verurteilten militanten Schweizer Hitler-Gegner Maurice Bavaud verweigerte er jeden konsularischen Beistand.
Bei der Beurteilung der Haltung Frölichers muss aber darauf achtgegeben werden, dass seine Politik als Gesandter in Berlin nicht pauschal als Privatmeinung abgetan wird: Da ein Botschafter jeweils die offizielle Haltung und Politik seines Landes vertritt, müssen Frölichers Handlungen bis zu einem gewissen Grad mit seinem Auftrag als Botschafter in Berlin übereingestimmt haben, den er von der schweizerischen Landesregierung erhielt. Allerdings hat er bei seinen Lagebeurteilungen zuhanden der Schweizer Regierung klar auch persönlich gefärbte Einschätzungen vorgenommen. Diese deckten sich auch nicht mit der Haltung aller seiner Mitarbeiter. Andere Schweizer Diplomaten, insbesondere Max Grässli, Alfred Escher und Franz-Rudolf von Weiss zeichneten sich durch eine wesentlich kritischere Einstellung gegenüber dem nationalsozialistischen Regime aus.
Frölichers Biograph Paul Widmer weist darauf hin, dass die (Schweizer) Spitzendiplomaten – wie viele Schweizer – «die rote Gefahr mehr als die braune Pest» gefürchtet hätten. Der ehrliche Frölicher habe weder in seinem Tagebuch noch in seinen Memoiren etwas «nachträglich geschönt».
Ortspläne aus den Jahren 1942 und 1965 deuten klar darauf hin, dass der Frölicherweg genannte Strassenzug in Solothurn etwa zur Zeit des Ablebens von Hans Frölicher erstellt wurde und damit wohl dieser national sehr umstrittenen Persönlichkeit und keinem anderen Frölicher gewidmet ist.

## Theater und Film
Der Schweizer Schriftsteller Thomas Hürlimann schrieb 1991 in Anspielung an Frölicher das Theaterstück Der Gesandte und der Genfer Regisseur Laurent Nègre hat sich von Thomas Hürlimanns zu einem Spielfilm über Frölicher inspirieren lassen. Urs Widmer schrieb das Theaterstück Frölicher - Ein Fest.

## Schriften
- Hans Frölicher: Meine Aufgabe in Berlin. Zur Erinnerung an Hans Frölicher, schweizerischer Gesandter in Berlin, 1938–1945. Privatdruck. Wabern bei Bern: Büchler 1962.